# Syngrapha arctica
Syngrapha arctica är en fjärilsart som beskrevs av Ottolengui 1902. Syngrapha arctica ingår i släktet Syngrapha och familjen nattflyn. Inga underarter finns listade i Catalogue of Life.